# Justus Hermann Lipsius
Justus Hermann Lipsius (9 mai 1834, Leipzig - 5 septembre 1920, Leipzig) est un philologue classique allemand. 

## Biographie
Il est le frère du théologien Richard Adelbert Lipsius. Il étudie la théologie et la philologie à l'Université de Leipzig (1850-1856), où il est ensuite professeur associé (1869-1877) et professeur titulaire (1877-1914) de philologie classique. En 1891/92, il est recteur d'université.
Il édite Andocide (1888) et Démosthène, " De corona oratio " (1884), révise Moritz Hermann Eduard Meier et " Der attische Process " de Georg Friedrich Schömann (deux volumes, Berlin, 1883, 1887) et de " Griechische Altertümer " de Schömann (deux volumes, Berlin, 1897, 1901), et est auteur de " Attisches Recht und Rechtsverfassung " (1905-1912). Il écrit de nombreux articles philologiques et édite " Leipziger Studien zur klassischen Philologie ".